# Linia kolejowa Nýřany – Heřmanova Huť
Linia kolejowa Nýřany – Heřmanova Huť (Linia kolejowa nr 181 (Czechy)) – jednotorowa, regionalna i niezelektryfikowana linia kolejowa w Czechach. Łączy Nýřany i stację Heřmanova Huť. Przebiega w całości przez terytorium kraju pilzneńskiego.